# Aziz Akhannouch
Aziz Akhannouch (in berbero: ⵄⴰⵣⵉⵣ ⴰⵅⵏⵏⵓⵛ; in arabo عزيز أخنوش‎?; Tafraout, 25 maggio 1961) è un imprenditore e politico marocchino, dal 2007 al 2017 Ministro dell'Agricoltura e della Pesca, dal 2016 presidente del partito RNI, dal 2017 al 2021 Ministro dell’Agricoltura, della pesca, dello sviluppo rurale, dell’acqua e delle foreste e dal 2021 Capo del Governo.
È uno dei principali azionisti di Akwa Group, una holding attraverso la quale possiede una sessantina di società tra cui Afriquia, Tissir Gaz, National Gaz, Ultra Gaz, Mini Brahim, Speedy, Oasis Café, Maghreb Oxygène, Nissa Min Al Maghrib, Femmes du Maroc, La Nouvelle Tribune, Le Courrier de l'Atlas e La Vie Economique
Secondo Forbes, è nel 2021 tra i primi dodici miliardari africani con un patrimonio di 2 miliardi di dollari.

## Biografia
Di origini berbere, si è laureato in management presso la Università di Sherbrooke, in Canada. Akhannouch è membro del consiglio municipale di Tafraout.

## Vita pubblica
Inseritosi nel partito RNI, dal 2007 fu Ministro dell'Agricoltura e della Pesca, dal 2016 presidente del suo stesso partito, dal 2017, a seguito del formale cambio di nome del ministero, Ministro dell’Agricoltura, della pesca, dello sviluppo rurale, dell’acqua e delle foreste e dal 2021 è Capo del Governo, nominato il 10 settembre dal re Muhammad VI e insediatosi il 7 ottobre. Il suo governo è stato inoltre definito innovativo, includendo 7 donne ministro, prima volta nel Paese. 

## Vita privata
È sposato con Salwa Idrissi, una donna d'affari che possiede una società attiva nei centri commerciali e detiene i franchising marocchini per marchi come Gap, Zara e Galeries Lafayette. È padre di tre figli.